# Тренхолм, Джордж
Джордж Альфред Тренхолм (англ. George Alfred Trenholm (25 февраля 1807 — 9 декабря 1876 года) — видный политик КША, министр финансов во время последнего года Гражданской войны в США.

## Биография
Джордж Альфред Тренхолм родился в Чарльстоне, Южная Каролина, США. После того, как его отец, Уильям Тренхолм, умер, Джордж оставил школу. В старшем возрасте он стал работать в крупной хлопковой компании. В 1853 году он стал главой компании, а в 1860 году он стал одним из самых богатых людей США. Он стал директором Чарльстонского банка и железной дороги Южной Каролины. Когда вспыхнула Гражданская война, Кристофер Меммингер, министр финансов КША, стал использовать Тренхолма в качестве своего неофициального советника по экономическим вопросам. 18 июля 1864 года Тренхолм был назначен на этот пост.
В апреле 1865 года Тренхолм с остальным правительством бежал из столицы КША — Ричмонда в Форт Милл. Из-за своей болезни Джордж просит президента Дэвиса отправить его в отставку. Эта просьба была удовлетворена 27 апреля 1865 года, после чего министром финансов был назначен Джон Рейган. Вскоре он был заключён в тюрьму Форт Пуласки, вблизи города Саванна.